# شرح شذور الذهب
كتاب شرح شذور الذهب في معرفة كلام العرب كتاب في النحو مؤلفه ابن هشام الأنصاري، وهو شرح للعبارات التي صاغها المؤلف ابن هشام نفسه في مؤلفه المسمى: شذور الذهب، ويتضمن مجمل أبواب النحو بصورة قريبة من كتابه قطر الندى وبل الصدى، طبع الكتاب لعدة مرات، وكان من أشهرها النسخ التي طبعت بتحقيق محمد محيي الدين عبد الحميد.

## شرح شذور الذهب
كتاب شرح شذور الذهب في معرفة كلام العرب هو كتاب في علم النحو، مؤلفه: جمال الدين ابن هشام الأنصاري يتضمن الأصل والشرح، فالأصل هو: مختصر في النحو يسمى: شذور الذهب، مؤلفه ابن هشام الأنصاري، وشرح شذور الذهب وهو شرح ابن هشام الأنصاري أيضا، على مختصره شذور الذهب.
اشتمل الكتاب على مجمل أبواب النحو شرح ابن هشام شذور الذهب، وتمم شواهده بإيضاح عباراته، وما احتوى عليه من مسائل وأحكام نحوية، وذكر أقوال علماء النحو، والأمثلة والشواهد.

## عناوين الكتاب
- الكلمة والكلام باب الإعراب، باب البناء النكرة والمعرفة
- أنواع المعارف وهي: (الضمير العلم الإشارة الموصول المعرف بأل المضاف لمعرفة)
- باب المرفوعات: الفاعل نائب الفاعل المبتدأ والخبر اسم كان اسم كاد اسم ما حمل على ليس خبر إن ولا النافية للجنس الفعل المضارع المجرد من النواصب والجوازم.
- باب المنصوبات: المفعول به المنادى المفعول المطلق المفعول لأجله المفعول فيه المفعول معه المشبه بالمفعول به الحال التمييز المستثنى بليس أو بلا خبر كان خبر كاد ما حمل على ليس اسم إن ولا النافية للجنس الفعل المضارع المنصوب.
- باب المجرورات: المجرور بالحرف المجرور بالإضافة المجرور بالمجاورة.
- باب المجزومات
- باب عمل الفعل. باب الأسماء التي تعمل عمل الفعل.
- باب الأسماء التي تعمل عمل الفعل: المصدر اسم الفاعل اسم المبالغة اسم المفعول الصفة المشبهة اسم الفعل الظرف والمجرور المعتمدان اسم المصدر اسم التفضيل.
- باب التنازع
- باب الاشتغال
- باب التوابع: (التوكيد النعت عطف البيان البدل عطف النسق)
- موانع الصرف
- العدد

## مقدمة الكتاب
| شرح شذور الذهب | بسم الله الرحمن الرحيم قال الشيخ الإمام العالم العلامة العامل الجامع لأشتات الفضائل وحيد دهره وفريد عصره صدر المحققين وبركة المسلمين جمال الدين أبو محمد عبد الله بن الشيخ جمال الدين يوسف بن أحمد بن عبد الله بن هشام الأنصاري تغمده الله برحمته وأسكنه فسيح جنته: 《أول ما أقول أني أحمد الله العلي الأكرم الذي علم بالقلم علم الإنسان ما لم يعلم ثم أتبع ذلك بالصلاة والتسليم على المرسل رحمة للعالمين وإماما للمتقين وقدوة للعاملين محمد النبي الأمي والرسول العربي وعلى آله الهادين وصحبه الرافعين لقواعد الدين وبعد فهذا كتاب شرحت به مختصري المسمى بشذور الذهب في معرفة كلام العرب تممت به شواهده وجمعت به شوارده ومكنت من اقتناص أوابده رائده قصدت فيه إلى إيضاح العبارة لا إلى إخفاء الإشارة وعمدت فيه إلى لف المباني والأقسام لا إلى نشر القواعد والأحكام والتزمت فيه أنني كلما مررت ببيت من شواهد الأصل ذكرت إعرابه وكلما أتيت على لفظ مستغرب أردفته بما يزيل استغرابه وكلما أنهيت مسألة ختمتها بآية تتعلق بها من آي التنزيل وأتبعتها بما تحتاج إليه من إعراب وتفسير وتأويل وقصدي بذلك تدريب الطالب وتعريفه السلوك إلى أمثال هذه المطالب، والله تعالى أسأل أن ينفعني وإياكم بذلك إنه قريب مجيب وما توفيقي إلا بالله عليه توكلت وإليه أنيب》. | شرح شذور الذهب |